# Вадьовце
Вадьовце (словац. Vaďovce) — село, громада округу Нове Место-над-Вагом, Тренчинський край. Кадастрова площа громади — 11.11 км².
Населення 728 осіб (станом на 31 грудня 2020 року).
Протікає потік Трстіє.

## Історія
Вадьовце згадується 1392 року.

## Населення
| Рік:            | 1994. | 2004.   | 2014.    | 2024.   |
| --------------- | ----- | ------- | -------- | ------- |
| Кількість осіб: | 687   | 686     | 758      | 743     |
| Різниця:        |       | -0,14 % | +10,49 % | -1,97 % |

| Рік:            | 2023. | 2024.   |
| --------------- | ----- | ------- |
| Кількість осіб: | 721   | 743     |
| Різниця:        |       | +3,05 % |